# 4658 Гаврилов
4658 Gavrilov је астероид главног астероидног појаса са средњом удаљеношћу од Сунца која износи 3,157 астрономских јединица (АЈ).
Апсолутна магнитуда астероида је 12,4.